# 罗塞洛
罗塞洛（義大利語：Rosello），是意大利基耶蒂省的一个市镇。总面积19平方公里，人口276人，人口密度14.5人/平方公里（2009年）。ISTAT代码为069078。